# Lorenzo degl'Innocenti
Lorenzo degl'Innocenti (Firenze, 29 marzo 1971) è un attore teatrale italiano.

## Biografia
Si è diplomato in recitazione alla scuola dell'Oriuolo di Firenze.
Dopo il diploma di recitazione conseguito a Firenze segue i corsi della Colli di Bologna e come borsista entra alla scuola del Teatro Stabile di Genova. Inizia la sua carriera accanto al regista e drammaturgo Oreste Pelagatti che lo chiama a far parte dalla sua compagnia presso il Teatro di Cestello di Firenze. 
Di questo periodo una delle sue più applaudite interpretazioni, nelle vesti di Remo nella riduzione teatrale del romanzo "Sorelle Materassi", di Aldo Palazzeschi, in cui ha recitato accanto a Wanda Pasquini e Mara Perini. Lo spettacolo ha debuttato nell'aprile 1998 e ha visto successive tournée e riprese fino al 2006. 
Tra le produzioni teatrali che lo hanno visto protagonista "Il mercante di Venezia" di Shakespeare (2000), diretto e interpretato da Giorgio Albertazzi, con Lucrezia Lante della Rovere, Ecuba (2003) con Irene Papas, "Cirano" di e con Anna Mazzamauro (2003), "Passato prossimo e futuro anteriore", liberamente tratto dai racconti di Primo Levi (2007).
Ha collaborato e collabora a progetti artistici con Franco Di Francescantonio, Arnoldo Foà, Giorgio Albertazzi, Lella Costa
Nel 2005 vince il David di Donatello e il Nastro d'argento al miglior cortometraggio assieme al regista Stefano Viali per il cortometraggio Lotta Libera.
Per la Televisione partecipa a Fiction quali "Il Capitano", "Don Pappagallo" e "Le ragazze di San Frediano" e "R.I.S.".